# Fortezza da Basso

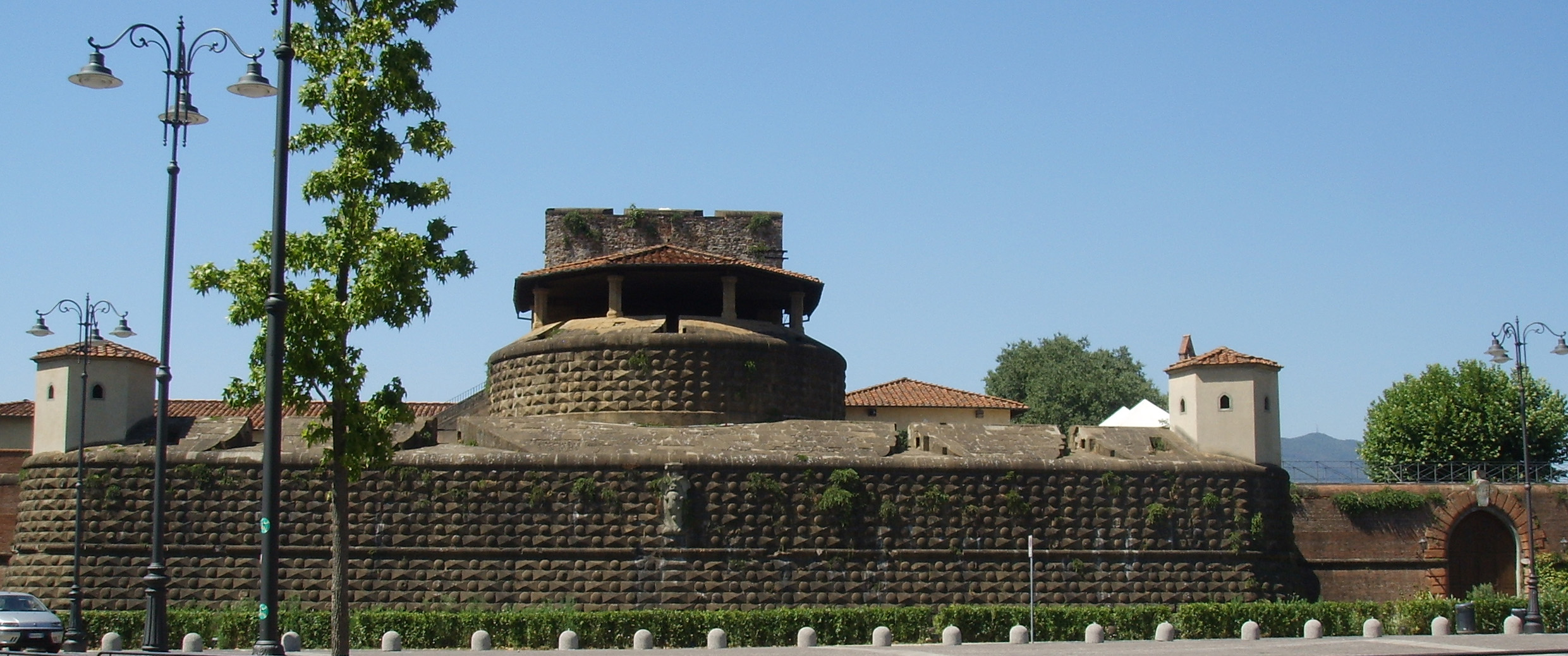
Fortezza da Basso, Ansicht von der Via Faenza

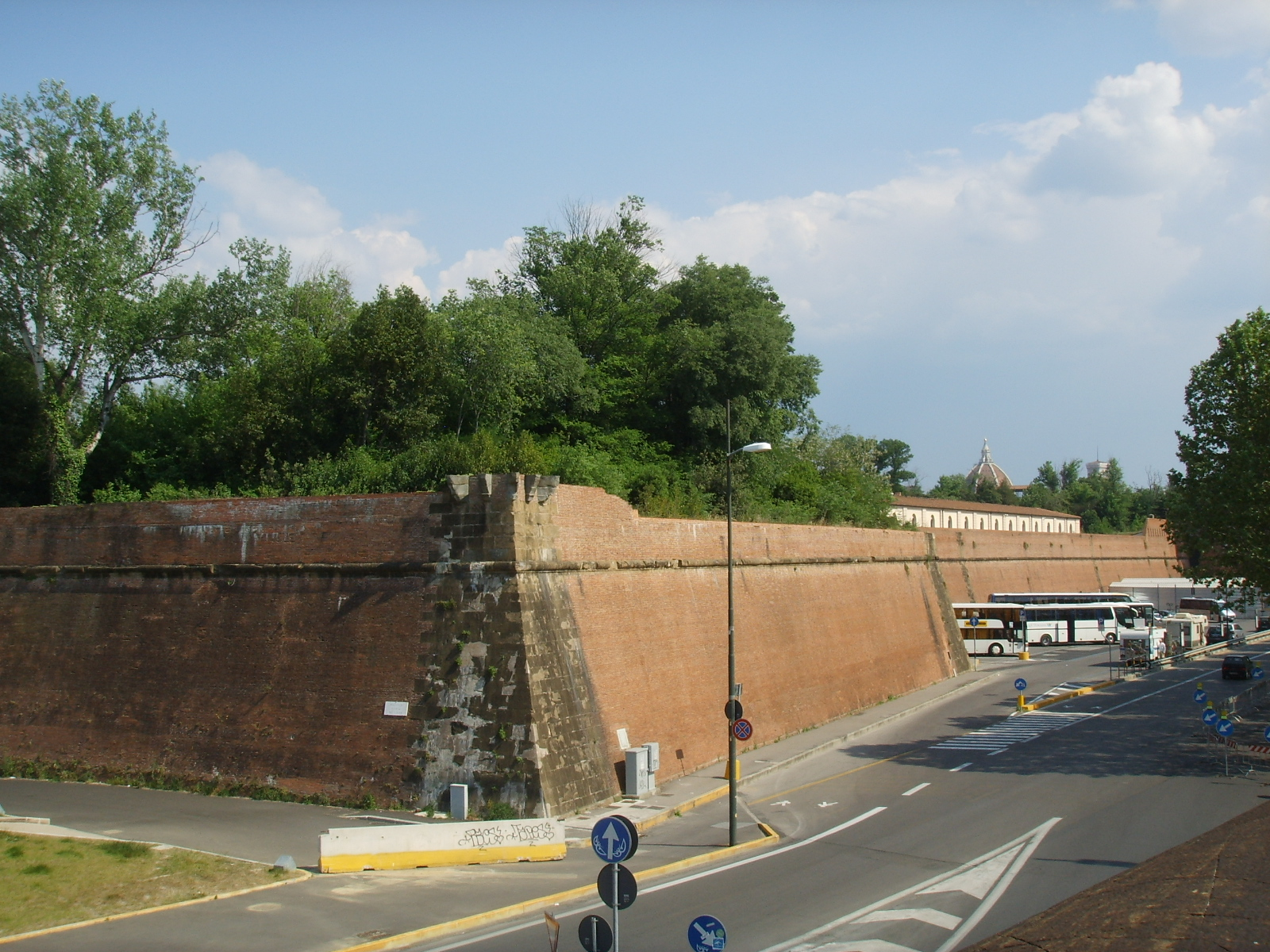
Festungsmauer

Die Fortezza da Basso (Fortezza di San Giovanni Battista) ist eine architekturhistorisch bedeutende Festungsanlage des 16. Jahrhunderts in der Stadt Florenz. Sie liegt nördlich des Hauptbahnhofs der Stadt.

## Geschichte
Die von Pier Francesco da Viterbo und Antonio da Sangallo d. J. zwischen 1534 und 1537 unter Alessandro de’ Medici errichtete Festung wurde lange Zeit militärisch genutzt und stand bis 1967 unter der Verwaltung der Militärdomäne. Sie diente sowohl der Abwehr äußerer Angriffe als auch als Zufluchtsstätte für den Fall innerer Unruhen.

## Bau
Die bastionäre Festung ist als Anlage der Renaissance auf fünfeckigem Grundriss errichtet, bildet aber kein regelmäßiges Fünfeck.

## Nutzung
Die Festung beherbergt heute eine Restaurierungswerkstatt (Opificio delle Pietre Dure) sowie Konzert- und Veranstaltungssäle (Padiglione Spadolini und Padiglione Cavaniglia).